# Charles Megnin
Charles Megnin   (Walthamstow, 1 d'abril de 1915 - 2 de novembre de 2003) fou un atleta anglès, especialista en marxa atlètica, que va competir durant la dècada de 1940.
En el seu palmarès destaca una medalla de bronze en la prova dels 50 quilòmetres marxa del Campionat d'Europa d'atletisme de 1946, rere John Ljunggren i Harry Forbes. i el campionat nacional de 1946.

## Millors marques
- 50 quilòmetres marxa. 4h 42' 01" (1948)[1]